# V708 Андромеды
V708 Андромеды (лат. V708 Andromedae) — одиночная переменная звезда в созвездии Андромеды на расстоянии приблизительно 9413 световых лет (около 2886 парсеков) от Солнца. Видимая звёздная величина звезды — от +13,4m до +12,4m.

## Характеристики
V708 Андромеды — жёлто-белая пульсирующая переменная звезда типа RR Лиры (RRAB) спектрального класса F. Радиус — около 4,6 солнечных, светимость — около 33,722 солнечных. Эффективная температура — около 6483 K.